# Alexandru Apolzan
Alexandru Apolzan (n. 6 februarie 1927, Sibiu, România – d. 23 decembrie 1982, București, România) a fost un fotbalist român, care s-a făcut remarcat la CCA București și a ajuns să joace în echipa națională de fotbal a României.

## Un inventator al fotbalului modern
Apolzan a jucat în epoca cea mai întunecată a istoriei moderne a României, când conexiunile cu lumea din exterior erau practic interzise.
Apolzan a semnat primul său contract cu Șoimii Sibiu, în anul 1941. După al doilea război mondial s-a transferat la CFR București, și apoi, între 1949 și 1962, sfârșitul carierei sale, a jucat pentru CCA București.
Marele antrenor maghiar Gusztav Sebes, cel care a construit marea echipă a Ungariei din anii '50 - „Magicii Maghiari”, a declarat în 1954, după Cupa Mondială din acel an, că Alexandru Apolzan, Ion Voinescu și Titus Ozon au un nivel de joc egal cu cel al jucătorilor săi și că ar fi mândru să poată să-i antreneze.
A strâns 22 de selecții în naționala României, într-o perioadă în care aceasta juca de regulă mai puțin de cinci meciuri pe an.